# Bulgariens fodboldlandshold
Bulgariens fodboldlandshold er det nationale fodboldhold i Bulgarien, under administration af landets fodboldforbund, Bulgarski Futbolen Soius. Holdet har deltaget 7 gange i VM og 2 gange i EM, med det mest succesfulde resultat ved VM i 1994 i USA, hvor holdet sluttede på fjerdepladsen.

## Historie

### De tidlige år
Bulgariens fodboldforbund blev stiftet i 1923, og den 21. maj 1924 spillede det bulgarske landshold sin første kamp nogensinde, da man i Wien tabte 6-0 til Østrig. Først seks år senere, den 12. oktober 1930, fik man sin første sejr nogensinde i et opgør mod Rumænien.
Holdets første forsøg på at kvalificere sig til VM var ved 1934-udgaven, hvor man dog ikke nåede slutrunden i Italien. Det samme gjorde sig gældende ved turneringerne i 1938, 1954 og 1958, mens man ikke stillede op til 1950-turneringen. Holdets første deltagelse ved en slutrunde blev opnået i 1952, da man var med i turneringen ved OL i Helsinki. Her blev det dog kun til en enkelt kamp, der blev tabt med 2-1 til Sovjetunionen.
Ved OL i 1956 i Melbourne var bulgarerne igen blandt deltagerne, og her opnåede nationen sin første store fodboldmæssige succes, idet holdet vandt turneringens bronzemedaljer.

### 1960'erne
Bulgarien kvalificerede sig for første gang nogensinde til VM i fodbold, da holdet efter at have vundet en kvalifikationspulje over Frankrig og Finland var klar til VM i 1962 i Chile. Ved slutrunden kom bulgarerne i gruppe med Ungarn, England og Argentina, og måtte forlade turneringen efter kun at have opnået et enkelt point, der blev sikret i kampen mod England, der sluttede 0-0. Georgij Asparuhov blev den første bulgarske VM-målscorer nogensinde, da han scorede Balkan-nationens eneste mål i turneringen i 6-1 nederlaget til Ungarn.
Også ved VM i 1966 deltog bulgarerne, og præstationen ved slutrunden i England blev endnu en skuffelse, idet holdet tabte alle de tre indledende gruppekampe til henholdsvis Ungarn, Brasilien og Portugal. Ligesom i 1962 scorede Bulgarien kun ét mål i turneringen, og igen var det Georgij Asparuhov, der scorede et enligt mål i et nederlag til Ungarn.
Bulgarien deltog i 1960'erne også i kvalifikationsturneringerne til det nystartede Europamesterskab, men havde ikke held med at kvalificere sig i hverken 1960, 1964 eller 1968. Holdet havde desuden ligesom i 1950'erne større succes i OL-sammenhæng, hvor man både deltog ved 1960- og 1968-legene. Turneringen i 1968 i Mexico City blev en stor succes, da holdet sikrede sig sølvmedaljerne. Efter undervejs at have besejret blandt andet Tjekkoslovakiet, Israel og værtslandet Mexico blev man først i finalen besejret af det ungarske hold.

### 1970'erne
VM i 1970 i Mexico blev Bulgariens tredje VM-deltagelse i træk, og den tredje i træk uden sejre. Holdet fik som i 1962 kun et enkelt point ud af gruppekampene, denne gang mod Marokko, mens de to opgør mod henholdsvis Vesttyskland og Peru blev tabt. De mange kvalifikationer, der faldt på et tidspunkt hvor kun 16 hold deltog i VM-slutrunderne, bekræftede dog bulgarernes plads som en etableret del af verdenstoppen i fodbold.
For fjerde gang i træk kvalificerede Bulgarien sig ved VM i 1974 i Vesttyskland, og for fjerde gang i træk rejste holdet hjem uden at have vundet en kamp, og uden at være gået videre fra den indledende gruppe. Bulgarerne tabte til Holland, og spillede uafgjort mod Uruguay og Sverige. Holdet havde dermed spillet 12 VM-kampe i træk uden sejr.
For første gang i 20 år missede Bulgarien kvalifikationen til en VM-slutrunde, da det ikke lykkedes at opnå deltagelse ved VM i 1978 i Argentina. Holdet kunne gennem 1970'erne heller ikke kvalificere sig til nogen af årtiets tre EM-slutrunder, og var heller ikke med i OL-sammenhæng.

### 1980 – 1994
Bulgarerne fik ikke succes med deres kvalifikation til VM i 1982 i Spanien, men var atter tilbage blandt deltagerne fire år efter, ved VM i 1986 i Mexico. Selvom holdet for femte VM-slutrunde i træk ikke formåede at vinde en kamp, var slutrunden i det centralamerikanske land alligevel en form for succes, idet holdet for første gang nogensinde gik videre fra den indledende gruppe. To uafgjorte og ét nederlag i gruppespillet mod Argentina, Sydkorea og Italien var nok til at slutte som en af de fire bedste 3'ere, hvilket var adgangsgivende til 1/8-finalerne. Dette blev dog endestationen, da Bulgarien blev besejret 2-0 af de mexicanske værter, og dermed nåede op på 16 VM-kampe i træk uden sejr.
På trods af, at slutningen af 1980'erne var perioden, hvor mange af de største stjerner i bulgarsk landsholdsfodbolds historie nogensinde, Hristo Stoitjkov, Borislav Mikhajlov, Krassimir Balakov og Jordan Letjkov debuterede på holdet, formåede Bulgarien ikke at kvalificere sig til VM i 1990 i Italien, ligesom det heller ikke på dette tidspunkt var blevet til en eneste deltagelse i EM-sammenhæng. Nogen OL-kvalifikation, blev det heller ikke til, og da også kvalifikationen til EM i 1992 glippede, var der ikke store forventninger til holdet forud for kvalifikationen til VM i 1994 i USA.

### VM i 1994
Slutrunden i USA skulle dog vise sig som den største præstation i bulgarsk fodboldhistorie, der allerede startede med en mindeværdig og dramatisk kvalifikationsturnering. Bulgarerne var i gruppe med blandt andet Frankrig, og skulle i den sidste kval-kamp på udebane besejre netop dette hold, for at opnå deltagelse i sin sjette VM-turnering. Kampen på Parc des Princes i Paris blev højdramatisk, idet bulgarerne først kom bagud 1-0, og siden på to scoringer af Emil Kostadinov, hvoraf det sidste blev scoret præcis da måltavlen på stadion viste 89 minutter og 59 sekunder, fik vendt kampen. Bulgarerne var dermed kvalificeret, mens franskmændene var ude.
Bulgarien blev ved slutrunden i USA sat i gruppe med henholdsvis Argentina, Grækenland og Nigeria, og forventningerne knyttede sig ikke mindst til den daværende FC Barcelona-stjerne Hristo Stoitjkov, der skulle føre bulgarerne frem til succes. Efter at have tabt den første kamp til Nigeria klart, blev 18. VM-kamp forløsningen for Bulgarien. Holdet slog grækerne med hele 4-0, og fik dermed brudt den onde statistik der havde gjort landet til det land i verden med flest VM-kampe uden sejr.
En højst overraskende 2-0 sejr over Argentina i den sidste kamp skaffede bulgarerne gruppens 2. plads, og dermed adgang til 1/8-finalen, hvor modstanderen var Mexico. Denne kamp blev, efter blandt andet en fremragende indsats af stjernespilleren Stoitjkov, vundet efter straffesparkskonkurrence, og bulgarerne var dermed klar til nationens største fodboldkamp nogensinde, en kvartfinale i New York mod de regerende verdensmestre fra Tyskland. Dette opgør, der blev spillet den 10. juli 1994, regnes stadig som en af de største VM-sensationer gennem historien, eftersom bulgarerne sensationelt vandt 2-1 og kvalificerede sig til semifinalen. Lothar Matthäus, der senere skulle blive bulgarsk landstræner, havde bragt tyskerne foran, men på to mål indenfor fire minutter, en frisparksscoring af Hristo Stoitjkov og et hovedstød af Jordan Letjkov, skabte Bulgarien sensationen.
Semifinalen mod Italien blev, på trods af slutrundens sjette scoring fra Hristo Stoitjkov, der dermed blev delt topscorer i turneringen sammen med russeren Oleg Salenko, endestationen for Bulgarien, der måtte se italienerne vinde kampen 2-1, på to scoringer af Roberto Baggio. Også bronzekampen mod Sverige blev tabt, men dette kunne ikke slette indtrykket af en kæmpemæssig bulgarsk succes, der også blev krydret af, at både Hristo Stoitjkov og midtbanespilleren Krassimir Balakov blev udtaget til turneringens All-star hold.

### 1996 – 1998
Succesen fra VM i USA blev fulgt op med en suveræn kvalifikation til EM i 1996 i England, der dermed blev Bulgariens første deltagelse i det europæiske fodboldmesterskab. Holdet blev til slutrunden sat i gruppe med Frankrig, Rumænien og Spanien, og selvom det blev til 4 point efter blandt andet en sejr over de rumænske naboer, gik bulgarerne ikke videre fra gruppen. Stoitjkov præsterede at score i alle bulgarernes tre kampe, og blev med sin udtagelse til turneringens All-star hold cementeret som en af verdens bedste spillere.
Bulgariens 7. og hidtil seneste VM-slutrunde kom ved VM i 1998 i Frankrig, hvor holdet dog på ingen måde kunne gentage succesen fra den foregående turnering i USA. Holdet var i gruppe med Paraguay, Spanien og Nigeria, og fik kun ét point og en sidsteplads med hjem. Det uafgjorte resultat faldt i opgøret mod Paraguay.

### 1998 – 2004
Med fiaskoen ved VM i Frankrig var Bulgariens plads som en fodboldstormagt endelig afsluttet, og det skuffende resultat markerede også efterfølgende den egentlige afslutning på landsholdskarrieren for stjernen Stoitjkov. Holdet formåede ikke at kvalificere sig til EM i 2000, og et velspillende dansk landshold fik også slået dem ud af kvalifikationen til VM i 2002.
EM i 2004 blev Bulgariens hidtil seneste slutrundedeltagelse, da man i konkurrence med Kroatien og Belgien vandt sin kvalifikationspulje. Slutrunden blev dog en skuffelse, da holdet tabte alle sine tre kampe, mod henholdsvis Sverige, Danmark og Italien.

### 2004 –
Tiden efter EM i 2004 har været præget af skuffende resultater for bulgarerne, der ikke fik kvalificeret sig til hverken VM i 2006, EM i 2008 eller VM i 2010.

## Turneringsoversigt

### Europamesterskaberne
| År   | Værtsland            | Bulgariens placering |
| ---- | -------------------- | -------------------- |
| 1960 | Frankrig             | Ikke kvalificeret    |
| 1964 | Spanien              | Ikke kvalificeret    |
| 1968 | Italien              | Ikke kvalificeret    |
| 1972 | Belgien              | Ikke kvalificeret    |
| 1976 | Jugoslavien          | Ikke kvalificeret    |
| 1980 | Italien              | Ikke kvalificeret    |
| 1984 | Frankrig             | Ikke kvalificeret    |
| 1988 | Vesttyskland         | Ikke kvalificeret    |
| 1992 | Sverige              | Ikke kvalificeret    |
| 1996 | England              | Indledende runde     |
| 2000 | Belgien & Holland    | Ikke kvalificeret    |
| 2004 | Portugal             | Indledende runde     |
| 2008 | Østrig & Schweiz     | Ikke kvalificeret    |
| 2012 | Polen og Ukraine     | Ikke kvalificeret    |
| 2016 | Frankrig             | Ikke kvalificeret    |
| 2020 | Mange lande i Europa | Ikke kvalificeret    |
| 2024 | Tyskland             | Ikke kvalificeret    |

### Verdensmesterskaberne
| Pos | Hold         | K  | V | U | T | M+ | M- | MF  | P  | Kvalifikation                         |
| --- | ------------ | -- | - | - | - | -- | -- | --- | -- | ------------------------------------- |
| 1   | Frankrig     | 10 | 7 | 2 | 1 | 18 | 6  | +12 | 23 | Kvalifikation til FIFA World Cup 2018 |
| 2   | Sverige      | 10 | 6 | 1 | 3 | 26 | 9  | +17 | 19 | Mulig playoff                         |
| 3   | Holland      | 10 | 6 | 1 | 3 | 21 | 12 | +9  | 19 |                                       |
| 4   | Bulgarien    | 10 | 4 | 1 | 5 | 14 | 19 | −5  | 13 |                                       |
| 5   | Luxembourg   | 10 | 1 | 3 | 6 | 8  | 26 | −18 | 6  |                                       |
| 6   | Hviderusland | 10 | 1 | 2 | 7 | 6  | 21 | −15 | 5  |                                       |

1. ↑  De otte bedste toere fra hver gruppe vil avancere til playoff. Den dårligste toer på tværs af alle grupperne bliver elimineret.

| År   | Værtsland        | Bulgariens placering |
| ---- | ---------------- | -------------------- |
| 1930 | Uruguay          | Deltog ikke          |
| 1934 | Italien          | Ikke kvalificeret    |
| 1938 | Frankrig         | Ikke kvalificeret    |
| 1950 | Brasilien        | Deltog ikke          |
| 1954 | Schweiz          | Ikke kvalificeret    |
| 1958 | Sverige          | Ikke kvalificeret    |
| 1962 | Chile            | Indledende runde     |
| 1966 | England          | Indledende runde     |
| 1970 | Mexico           | Indledende runde     |
| 1974 | Vesttyskland     | Indledende runde     |
| 1978 | Argentina        | Ikke kvalificeret    |
| 1982 | Spanien          | Ikke kvalificeret    |
| 1986 | Mexico           | Ottendedelsfinalist  |
| 1990 | Italien          | Ikke kvalificeret    |
| 1994 | USA              | Semifinalist         |
| 1998 | Frankrig         | Indledende runde     |
| 2002 | Sydkorea & Japan | Ikke kvalificeret    |
| 2006 | Tyskland         | Ikke kvalificeret    |
| 2010 | Sydafrika        | Ikke kvalificeret    |
| 2014 | Brasilien        | Ikke kvalificeret    |
| 2018 | Rusland          | Ikke kvalificeret    |
| 2022 | Qatar            | Ikke kvalificeret    |

### Olympiske lege
| År   | Værtsby                    | Bulgariens placering   |
| ---- | -------------------------- | ---------------------- |
| 1896 | Athen, Grækenland          | Var ikke på programmet |
| 1900 | St. Louis, USA             | Deltog ikke            |
| 1904 | Paris, Frankrig            | Deltog ikke            |
| 1906 | Athen, Grækenland          | Deltog ikke            |
| 1908 | London, Storbritannien     | Deltog ikke            |
| 1912 | Stockholm, Sverige         | Deltog ikke            |
| 1920 | Antwerpen, Belgien         | Deltog ikke            |
| 1924 | Paris, Frankrig            | Deltog ikke            |
| 1928 | Amsterdam, Holland         | Deltog ikke            |
| 1932 | Los Angeles, USA           | Var ikke på programmet |
| 1936 | Berlin, Tyskland           | Deltog ikke            |
| 1948 | London, Storbritannien     | Ikke kvalificeret      |
| 1952 | Helsinki, Finland          | 1. runde               |
| 1956 | Melbourne, Australien      | Bronze                 |
| 1960 | Rom, Italien               | Indledende runde       |
| 1964 | Tokyo, Japan               | Ikke kvalificeret      |
| 1968 | Mexico City, Mexico        | Sølv                   |
| 1972 | München, Vesttyskland      | Ikke kvalificeret      |
| 1976 | Montreal, Canada           | Ikke kvalificeret      |
| 1980 | Moskva, Sovjetunionen      | Ikke kvalificeret      |
| 1984 | Los Angeles, USA           | Boycuttede             |
| 1988 | Seoul, Sydkorea            | Ikke kvalificeret      |
| 1992 | Barcelona, Spanien         | Ikke kvalificeret      |
| 1996 | Atlanta, USA               | Ikke kvalificeret      |
| 2000 | Sydney, Australien         | Ikke kvalificeret      |
| 2004 | Athen, Grækenland          | Ikke kvalificeret      |
| 2008 | Beijing, Kina              | Ikke kvalificeret      |
| 2012 | 🇬🇧London,Storbritannien    | Ikke kvalificeret      |
| 2016 | 🇧🇷Rio De Janeiro,Brasilien | Ikke kvalificeret      |
| 2020 | 🇯🇵Tokyo,Japan              | Ikke kvalificeret      |
| 2024 | 🇫🇷Paris.Frankrig           | Ikke kvalificeret      |

### FIFA Confederations Cup
| År   | Værtsland        | Bulgariens placering |
| ---- | ---------------- | -------------------- |
| 1992 | Saudi-Arabien    | Ikke kvalificeret    |
| 1995 | Saudi-Arabien    | Ikke kvalificeret    |
| 1997 | Saudi-Arabien    | Ikke kvalificeret    |
| 1999 | Mexico           | Ikke kvalificeret    |
| 2001 | Sydkorea & Japan | Ikke kvalificeret    |
| 2003 | Frankrig         | Ikke kvalificeret    |
| 2005 | Tyskland         | Ikke kvalificeret    |
| 2009 | Sydafrika        | Ikke kvalificeret    |

## Flest landskampe
| #  | Landskampe | Navn               | Tidsrum   | Landsholdsmål |
| -- | ---------- | ------------------ | --------- | ------------- |
| 1  | 106        | Stilijan Petrov    | 1998-2011 | 8             |
| 2  | 102        | Borislav Mikhajlov | 1983-1998 | 0             |
| 3  | 96         | Hristo Bonev       | 1967–1979 | 47            |
| 4  | 92         | Krassimir Balakov  | 1988–2003 | 16            |
| 5  | 90         | Dimitar Penev      | 1965-1974 | 2             |
| 6  | 88         | Radostin Kisjisjev | 1996–2009 | 1             |
| 7  | 83         | Hristo Stoitjkov   | 1986–1999 | 37            |
| 8  | 82         | Nasko Sirakov      | 1983–1996 | 23            |
| 9  | 80         | Martin Petrov      | 1999-2011 | 19            |
| 10 | 80         | Zlatko Jankov      | 1989–1999 | 4             |
| 11 | 79         | Ajan Sadakov       | 1981–1991 | 9             |
| 12 | 77         | Dimitar Berbatov   | 1999-     | 48            |

## Flest landsholdsscoringer
| #  | Landsholdsmål | Navn              | Tidsrum   | Landskampe |
| -- | ------------- | ----------------- | --------- | ---------- |
| 1  | 48            | Dimitar Berbatov  | 1999-     | 77         |
| 2  | 47            | Hristo Bonev      | 1967–1979 | 96         |
| 3  | 37            | Hristo Stoitjkov  | 1987–1999 | 83         |
| 4  | 26            | Emil Kostadinov   | 1988-1998 | 70         |
| 5  | 25            | Petar Zjekov      | 1963–1972 | 44         |
| 6  | 25            | Ivan Kolev        | 1950–1963 | 75         |
| 7  | 23            | Atanas Mikhajlov  | 1970–1981 | 45         |
| 8  | 23            | Nasko Sirakov     | 1983–1996 | 82         |
| 9  | 20            | Dimitar Milanov   | 1948–1959 | 39         |
| 10 | 19            | Georgi Asparuhov  | 1962–1970 | 50         |
| 11 | 19            | Dinko Dermendzjev | 1966–1977 | 58         |
| 12 | 19            | Martin Petrov     | 1999-     | 80         |

## Trænere
| - Rudolf Vytlačil 1965–1966 - Dobromir Tatjkov 1966 - Stefan Botjkov 1967–1970 - Vasil Spasov 1970–1972 - Hristo Mladenov 1972–1974 - Stoyan Ormandzjiev 1974–1977 - Cvetan Iltjev 1978–1980 - Atanas Purzjelov 1980–1982 - Ivan Vutsov 1982–1986 - Hristo Mladenov 1986–1987 - Boris Angelov 1988–1989 - Ivan Vutsov 1989–1991 - Krasimir Borisov 1991 - Dimitar Penev 1991–1996 - Hristo Bonev 1996–1998 - Dimitar Dimitrov 1998–1999 - Stoitjo Mladenov 2000–2001 - Plamen Markov 2002–2004 - Hristo Stoitjkov 2004–2007 - Stanimir Stoilov 2007 - Dimitar Penev 2007 - Plamen Markov 2008 - Stanimir Stoilov 2009–2010 - Lothar Matthäus 2010-2011 - Michail Madanski 2011 - Luboslav Penev 20011–2014 - Ivaylo Petev 2014– |